# Schleswigsche Ständeversammlung

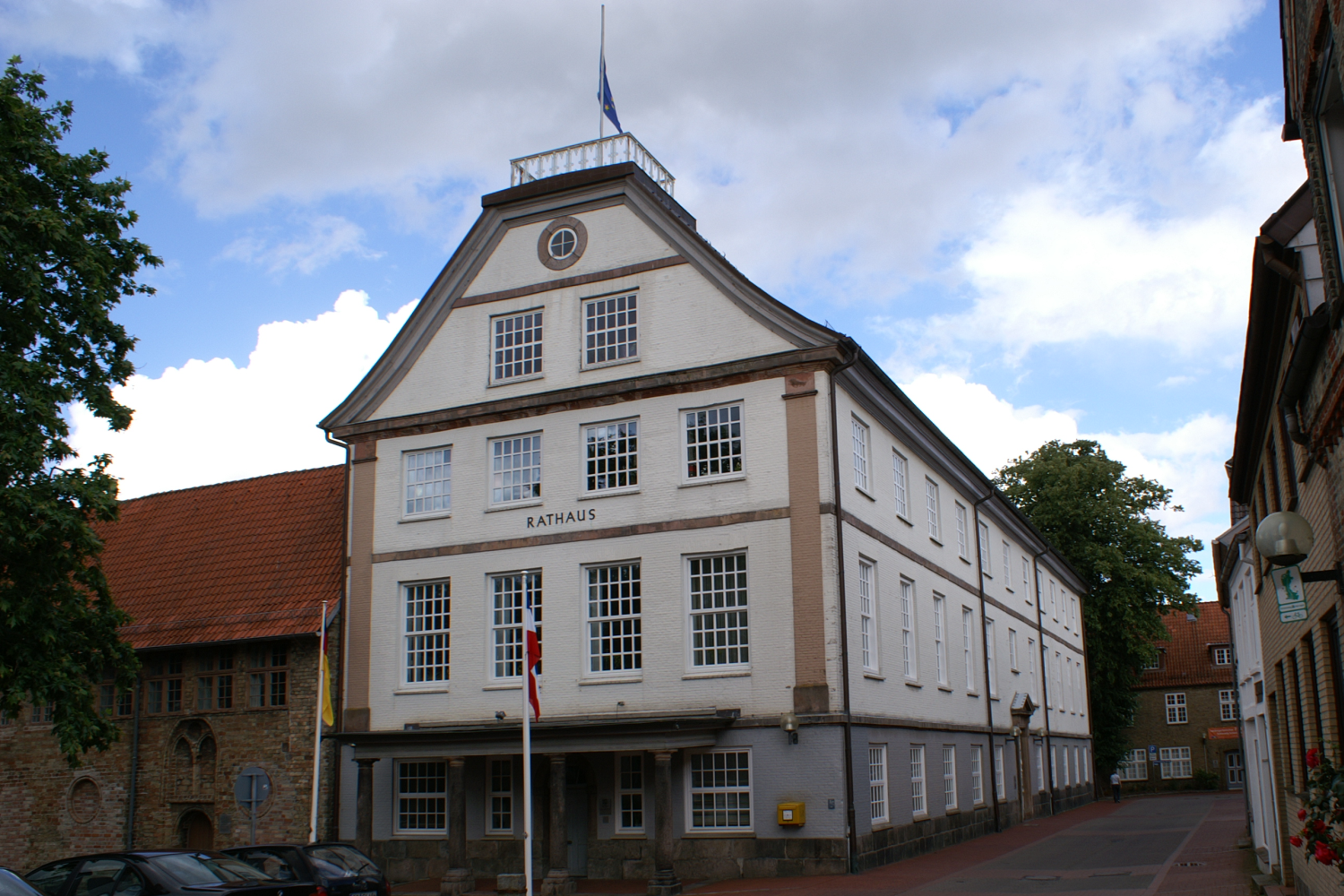
Ständesaal zu Schleswig – heutiges Schleswiger Rathaus

Die Schleswigsche Ständeversammlung (dänisch: Den slesvigske stænderforsamling) war das Parlament des Herzogtums Schleswig zwischen 1836 und 1846 sowie zwischen 1852 und 1864. Es hatte seinen Sitz anfangs in Schleswig, nach 1852 im neu errichteten Ständehaus in Flensburg.

## Geschichte
Infolge der Julirevolution von 1830 und nach Aufforderung des Deutschen Bundes ordnete der dänische König in seiner Funktion als Herzog von Schleswig am 28. Mai 1831 im Dänischen Gesamtstaat die Gründung von Ständeversammlungen als beratende Körperschaft an. Vorbild für diese Landtage waren die preußischen Provinziallandtage. Als Herzog von Holstein, das als Mitgliedsstaat dem Deutschen Bund angehörte, musste der dänische König der Aufforderung des Deutschen Bundes nach regionalen Ständeversammlungen nachkommen und ordnete diese neben Holstein auch für das Herzogtum Schleswig (als dänischem Lehen) sowie für Norderjütland und die dänischen Inseln an.
Konkreter Auslöser für die Forderungen nach Verfassung und Ständeversammlung war Artikel 13 der Deutschen Bundesakte von 1815: "In allen Bundesstaaten wird eine landständische Verfassung stattfinden." Mit dieser Garantie des Rechts auf landständische Verfassung erinnerte man sich der alten Landtage, die zuletzt 1675 und – ohne Vertreter der Städte – 1711/12 stattgefunden hatten, bevor dann der dänische König den Verzicht auf die weitere Einberufung von Ständeversammlungen wegen "viell Weitläufftigkeit und Unkosten" anordnete, ohne das Recht aber aufzuheben. Der Druck auf den dänischen König wuchs durch intensive Verfassungsdebatten in den Herzogtümern Schleswig und Holstein, so dass er 1831 schließlich die Einrichtung von beratenden Ständeversammlungen ankündigte. Den rechtlichen Rahmen bildete das "Gesetz wegen Anordnung von Provinzialständen" vom 28. Mai 1831, doch dauerte es noch bis zum 1. Oktober 1835, an dem die Holsteinische Ständeversammlung in Itzehoe zusammentrat, und bis zum 11. April 1836, dem Tag des Zusammentritts der Schleswigschen Ständeversammlung.
1846 lösten sich die von deutschen Nationalliberalen dominierten Ständeversammlungen der Herzogtümer Schleswig und Holstein aus Protest gegen die Zulassung der weiblichen Erbfolge in Schleswig durch Christian VIII selber auf, da sie dadurch die Trennung Schleswigs von Holstein (Up ewig ungedeelt) und eine Einverleibung des Herzogtums Schleswig in das Königreich Dänemark befürchteten. In Holstein und Lauenburg als deutsche Lehen galt nämlich die männliche Erbfolge. Mangels männlicher Nachkommen des dänischen Königs wäre Holstein dann an den deutsch gesinnten Christian August von Augustenburg gefallen.
Im Zuge der Schleswig-Holsteinischen Erhebung von 1848 und den Ersten Schleswig-Holsteinischen Krieg von 1848 bis 1851 wurden die Ständeversammlungen von Schleswig und Holstein durch die schleswig-holsteinische Verfassung vom 5. Juni 1849 faktisch abgeschafft und die Schleswig-Holsteinische Landesversammlung trat an ihre Stelle.
Nach dem Zusammenbruch der schleswig-holsteinische Erhebung gegen Dänemark 1851 wurden die Versammlungen durch den dänischen König in seiner Funktion als Herzog von Schleswig und Holstein wiederhergestellt und die Abgeordneten kamen von 1853 bis 1863 erneut zusammen. Aufgrund der Verordnung, betreff die Verfassung der dänischen Monarchie für deren gemeinschaftliche Angelegenheiten vom 26. Juli 1854 wählte die Ständeversammlung ab 1855 fünf Abgeordnete in den neu geschaffenen dänischen Reichsrat.
Nach der Niederlage Dänemarks im Zweiten Schleswig-Holsteinischen Krieg 1864 gegen Preußen und Österreich fiel Schleswig an Preußen und Holstein an Österreich und die Ständeversammlung wurde aufgelöst.

## Aufgaben und Organisation

### Zusammensetzung
Das Vertretungsrecht besaßen für die Schleswig-Holsteinische Ritterschaft, die Adligen Güter und die kleineren Landbesitzer lediglich Großgrundbesitzer und für die Städte die Hausbesitzer, wobei Hofpächter den Eigentümern gleichgestellt waren. Ferner gab es noch den Inhaber der erblichen Virilstimme des Herzogs.
Die Abgeordneten der Ritterschaft, der Geistlichkeit und der Vertreter der Universität Kiel wurden nicht gewählt, sondern vom dänischen König ernannt.
Die Wahlen der Vertreter der Güter und der kleineren Landbesitzer sowie der Städte erfolgten indessen in einer freien öffentlichen Wahl, die den damaligen Gegebenheiten aber weitreichenden Einschränkungen hinsichtlich Geschlecht (Frauen waren nicht wahlberechtigt), Alter (das aktive Wahlrecht lag bei mindestens 25, das passive bei 30 Jahren) und Zensus (nur wohlhabende Bürger besaßen das aktive und nur sehr wohlhabende Bürger das passive Wahlrecht) unterlag.
Nach der Wahl zogen schließlich 44 Deputierte in die Ständeversammlung ein.
Die Stände bildeten die Abgeordneten der Geistlichkeit (Pastoren, Pröpste etc.), die Vertreter der Ritterschaft (Adlige inklusive Prälaten), die Vertreter der adeligen/größeren Gutsbezirke (Besitzer der adligen und größten Gutshöfe), die Vertreter der ländlichen Wahlbezirke (meist vermögende Bauern), die Vertreter der Städte (Hauseigentümer) und die Vertreter der Christian-Albrechts-Universität (Professoren).
Eine Besonderheit waren die beiden Gemischten Distrikte für die Inseln Årø und Fehmarn (das aus historischen Gründen zu Schleswig zählte).

### Arbeitsweise und Schwerpunkte
Insgesamt fanden 58 Sitzungen (Tagung alle zwei Jahre im Ständesaal zu Schleswig) statt und in der Zeit ihrer Existenz bearbeitete die Schleswigsche Ständeversammlung ca. 400 Petitionen von Bürgern. Hinzu kamen die Vorlagen, die der Ständeversammlung vom dänischen König als Herzog von Schleswig zugewiesen wurden sowie die auf eigenen Antrieb erstellten Gutachten.
Die Ständeversammlung tagte in Sitzungen des Plenums und der Ausschüsse. Die Versammlungen waren nicht öffentlich, hatten vor allem beratende Funktion und ihnen fehlte mit dem Haushaltsrecht das zentrale Steuerungsinstrument eines heutigen Parlamentes.
Themen der Sitzungen waren u. a. die Frage der Staatsverschuldung, die Vereinheitlichung der Zölle, das Armenrecht, die Stärke der Streitkräfte und die Schaffung einer allgemeinen Wehrpflicht.
Ein besonderer Streitpunkt in der Schleswigschen Ständeversammlung war die Sprachenfrage des Herzogtums. Diese Frage, ob im Herzogtum Schleswig weiterhin Deutsch oder in Zukunft Dänisch eine führende Rolle zukommen sollte, eskalierte in der Ständeversammlung, als der dänisch-gesinnte liberale Abgeordnete Hiort Lorenzen am 11. November 1842 damit begann, in der Ständeversammlung Dänisch zu sprechen. Der um Ausgleich bemühte Präsident Falck untersagte ihm schließlich am 16. November 1842 die Verwendung der dänischen Sprache. Der dänischen Königs bestätigte dies am 29. März 1844 in einem „Sprachpatent“. Dieses untersagte den Gebrauch der dänischen Sprache in der Ständeversammlung. Einzig die Mitglieder der Schleswigschen Ständeversammlung, die überhaupt kein Deutsch konnten, durften auf den Treffen der Ständeversammlung daraufhin noch Dänisch sprechen. Als Folge boykottierten die vier dänisch-gesinnten Abgeordneten unter Führung Lorenzens die folgenden Treffen der Ständeversammlung.
Einen weiteren Schwerpunkt der Beratungen der Ständeversammlung machte die Verfassungsfrage aus. Hier kam es zu Diskussionen um eine Schleswig-Holsteinische Verfassung, in der die Unteilbarkeit der Herzogtümer zum Ausdruck kommen sollte, die auf der Grundlage des Vertrags von Ripen 1460 aus Sicht der Schleswig-Holsteiner garantierten untrennbaren Verbindung der beiden Herzogtümer beruhte.
Hierbei kam es auch zu der Forderung, eine gemeinsame Ständeversammlung für die Herzogtümer Schleswig und Holstein einzurichten. So brachte der Abgeordnete Niels Nikolaus Falck am 29. Juni 1836 den Antrag auf Errichtung einer gemeinsamen Ständeversammlung ein. Die Beratung mündete 1838 mit 34 zu 4 Stimmen in der Bitte, „daß Ew. Majestät eine Vereinigung der beiden getrennten Ständeversammlungen der Herzogthümer Schleswig und Holstein in eine gemeinsame schleswig-holsteinische Ständeversammlung allergnädigst zu verfügen geruhen mögen“. Die frei gewählte Landesversammlung, die dann mit der Verabschiedung des Schleswig-Holsteinischen Staatsgrundgesetzes die Verfassungsfrage vorläufig löste und deutsche Verfassungsgeschichte schrieb, konstituierte sich jedoch erst nach der Schleswig-Holsteinischen Erhebung am 15. August 1848.

### Kompetenzen
Die Ständeversammlung sollte bei Gesetzgebungsverfahren beraten. Insbesondere bei Eingriffen in Personen- und Eigentumsrechte sollten sie gehört werden. Ihre praktischen Einflussmöglichkeiten waren jedoch gering. Die absolutistischen Rechte des dänischen Königs („Königsgesetz“, dänisch Kongelov) als Herzog von Schleswig wurden nicht beschnitten.

## Personen

### Präsidenten
- Kammerherr, Land- und Obergerichtsrat Magnus Graf von Moltke, Ständedeputierter der Stadt Schleswig, Präsident der konstituierenden Ständeversammlung des Jahres 1836, Mitglied der deutsch-gesinnten Schleswig-Holsteinischen Bewegung
- Etatsrat Niels Nikolaus Falck, Ständedeputierter der Christian-Albrechts-Universität, Präsident der Ständeversammlungen der Jahre 1838, 1840, 1842 und 1844, der deutsch-gesinnten Schleswig-Holsteinischen Bewegung nahestehend
- Wilhelm Beseler, Ständedeputierter der Stadt Tondern, Präsident der Ständeversammlung des Jahres 1846, später Präsident der provisorischen Regierung Schleswig-Holsteins, Mitglied der deutsch-gesinnten Schleswig-Holsteinischen Bewegung

### Abgeordnetenlisten
Für die Listen der Abgeordneten in den einzelnen Diäten (Wahlperioden) siehe:
- Liste der Mitglieder der Schleswigschen Ständeversammlung 1836
- Liste der Mitglieder der Schleswigschen Ständeversammlung 1838
- Liste der Mitglieder der Schleswigschen Ständeversammlung 1840
- Liste der Mitglieder der Schleswigschen Ständeversammlung 1842
- Liste der Mitglieder der Schleswigschen Ständeversammlung 1844
- Liste der Mitglieder der Schleswigschen Ständeversammlung 1846
- (1848–1853 bestand die Schleswig-Holsteinische Landesversammlung)
- Liste der Mitglieder der Schleswigschen Ständeversammlung 1853
- Liste der Mitglieder der außerordentlichen Schleswigschen Ständeversammlung 1855
- Liste der Mitglieder der Schleswigschen Ständeversammlung 1856
- Liste der Mitglieder der Schleswigschen Ständeversammlung 1860
- Liste der Mitglieder der Schleswigschen Ständeversammlung 1863

### Abgeordnete
- Kammerherr und Landrat Ernst Carl von Ahlefeldt, Ständedeputierter der Schleswig’schen Prälaten und Ritterschaft, Mitglied der deutsch-gesinnten Schleswig-Holsteinischen Bewegung
- Kammerherr Friedrich Carl Georg von Ahlefeldt, Ständedeputierter der Schleswig’schen Prälaten und Ritterschaft
- Geheimer Conferenzsrat und Klosterpropst Friedrich von Ahlefeldt, Ständedeputierter der Schleswig’schen Prälaten und Ritterschaft
- Hofjägermeister Henning Otto von Ahlefeldt, Ständedeputierter der Schleswig’schen Prälaten und Ritterschaft
- Sandmann Peter Alexandersen, Ständedeputierter der kleineren Landbesitzer
- Zuckerraffinateur Andresen, Ständedeputierter der Stadt Apenrade
- Hofbesitzer Johann Detlev Arp, Ständedeputierter der kleineren Landbesitzer
- Christoph Karl Julius Asschenfeldt, Ständedeputierter der Geistlichkeit
- M. Bahnsen, Ständedeputierter der Stadt Apenrade
- Eduard Graf von Baudissin, Ständedeputierter der Schleswig’schen Prälaten und Ritterschaft
- Roderich Graf von Baudissin, Ständedeputierter der Schleswig’schen Prälaten und Ritterschaft
- Berwaldt, Ständedeputierter der Stadt Schleswig
- Sandmann Hans Christian Bladt, Ständedeputierter der kleineren Landbesitzer
- Bohlsmann Christian Bonefeldt, Ständedeputierter der kleineren Landbesitzer
- Nicolaus Boysen, Ständedeputierter der Geistlichkeit, der deutsch-gesinnten Schleswig-Holsteinischen Bewegung nahestehend
- Advokat Jürgen Bremer, Ständedeputierter der Stadt Eckernförde, später Justizminister der provisorischen Regierung Schleswig-Holsteins, Mitglied der deutsch-gesinnten Schleswig-Holsteinischen Bewegung
- Kammerherr Ulrich Baron von Brockdorff, Ständedeputierter der Schleswig’schen Prälaten und Ritterschaft
- Pastor Christian Christiansen, Ständedeputierter der Geistlichkeit
- Fabrikant C.E. Claussen, Ständedeputierter der Stadt Kappeln
- Hofjägermeister von Cronstern, Ständedeputierter der adeligen/größeren Güter
- Hofbesitzer Hans Klindt Dahl, Ständedeputierter der kleineren Landbesitzer
- Etatrat Caspar Arnold Engel, Ständedeputierter, Mitglied des Zentralkomitee von Wilhelm Beseler
- Probst Friedrich Ebbesen, Ständedeputierter der Geistlichkeit
- Heinrich Carl Esmarch, Ständedeputierter der Stadt Sonderburg, Mitglied der deutsch-gesinnten Schleswig-Holsteinischen Bewegung
- Bürgermeister Ulrich Fries, Ständedeputierter der Stadt Flensburg
- Jacob Gülich, Ständedeputierter der Stadt Schleswig, Vizepräsident der Ständeversammlung von 1842 und 1844
- Landsasse Güntzel, Ständedeputierter der kleineren Landbesitzer
- Landsasse Johann Hamann, Ständedeputierter der adeligen/größeren Güter
- Rathmann Hamkens, Ständedeputierter der kleineren Landbesitzer
- Propst Aleth Sophus Hansen, Ständedeputierter der Geistlichkeit
- Hofbesitzer Andreas Hansen, Ständedeputierter der kleineren Landbesitzer sp. der adeligen/größeren Güter
- Schmied Jes Hansen, Ständedeputierter der kleineren Landbesitzer
- Rathsverwandter Johann Jacob Hansen, Ständedeputierter der Stadt
- Sandmann Jürgen Hansen, Ständedeputierter der kleineren Landbesitzer
- Rathsverwandter Johann Christian Heide, Ständedeputierter der Stadt Sonderburg
- Landsasse Henningsen, Ständedeputierter der adeligen/größeren Güter
- Hans Hensen, Ständedeputierter der kleineren Landbesitzer
- Hofbesitzer und Müller P. Hinrichsen, Ständedeputierter der kleineren Landbesitzer
- Siegfried Baron von Hobe, Ständedeputierter der adeligen/größeren Güter
- Gerichtshalter Klaus Jaspersen, Ständedeputierter der kleineren Landbesitzer, Vizepräsident der Ständeversammlung von 1836 und 1838
- H. Jepsen, Ständedeputierter der adeligen/größeren Güter
- Agent, Rathsverwandter Heinrich Jensen, Ständedeputierter der Stadt Flensburg
- Gastwirt Jacob Jessen, Ständedeputierter der Stadt
- Hofbesitzer Christian Hansen Juhl, Ständedeputierter der kleineren Landbesitzer
- Hofbesitzer J.P. Kielholz, Ständedeputierter der kleineren Landbesitzer
- Johann Georg Kittel, Ständedeputierter der adeligen/größeren Güter
- Stadtkassier Jens Clausen Klestrup
- Hans Andersen Krüger, Ständedeputierter der kleineren Landbesitzer sp. der adeligen/größeren Güter
- Hofbesitzer Nis Lorenzen, Ständedeputierter der kleineren Landbesitzer, dänisch-gesinnter Abgeordneter
- Kaufmann Hiort Lorenzen, Ständedeputierter der Stadt Hadersleben sp. der Stadt Sonderburg, dänisch-gesinnter Abgeordneter
- Pastor Lorenz Lorenzen, Ständedeputierter der Geistlichkeit, der deutsch-gesinnten Schleswig-Holsteinischen Bewegung nahestehend
- Rathsverwandter J.G.R. Marquardsen, Ständedeputierter der Stadt
- Eingesessener P.F. Martensen, Ständedeputierter der kleineren Landbesitzer
- Branntweinbrenner Matthias Christian Mathiesen, Ständedeputierter der Stadt
- Pastor Christian Daniel Möller, Ständedeputierter der Geistlichkeit
- Sandmann F.S. Möller, Ständedeputierter der kleineren Landbesitzer
- Hofbesitzer Johann Friedrich Momsen, Ständedeputierter der kleineren Landbesitzer
- Gastwirt Friedrich Carl la Motte, Ständedeputierter der Stadt Sonderburg
- Erbpachtsmüller Müller, Ständedeputierter der kleineren Landbesitzer
- Deichgraf Nielsen, Ständedeputierter der Stadt Tondern
- Nissen, Ständedeputierter der Stadt Hadersleben
- Propst Peter Otzen, Ständedeputierter der Geistlichkeit
- Kirchenpropst Peter Paulsen, Ständedeputierter der Geistlichkeit
- Landmesser Jens Paulsen, Ständedeputierter der kleineren Landbesitzer
- Hofbesitzer Andreas Petersen, Ständedeputierter der kleineren Landbesitzer, Mitglied der deutsch-gesinnten Schleswig-Holsteinischen Bewegung
- Kaufmann Hans Petersen, Ständedeputierter der Stadt Hadersleben
- Pfenningmeister M.C. Petersen, Ständedeputierter der kleineren Landbesitzer
- Hofbesitzer Posselt, Ständedeputierter der kleineren Landbesitzer
- G.C. Radbruch, Ständedeputierter der adeligen/größeren Güter
- Geheimer Conferenzrat Graf von Rantzau, Ständedeputierter der Schleswig’schen Prälaten und Ritterschaft
- Rathsverwandter Peter Hinrich Rehder, Ständedeputierter der Stadt Husum
- Kammerherr Graf von Reventlow, Ständedeputierter der Schleswig’schen Prälaten und Ritterschaft
- Kammerherr Theodor Graf von Reventlow, Ständedeputierter der Schleswig’schen Prälaten und Ritterschaft, Mitglied der deutsch-gesinnten Schleswig-Holsteinischen Bewegung, Vizepräsident der Ständeversammlung von 1846
- Kirchspielvoigt Hans Christian Reuter, Ständedeputierter der kleineren Landbesitzer
- Hofbesitzer, Advokat Christian Rönnenkamp, Ständedeputierter der kleineren Landbesitzer
- Landsasse Christian August (IV.) von Rumohr, Ständedeputierter der adeligen/größeren Güter
- Christian August Herzog von Schleswig-Holstein-Sonderburg-Augustenburg, Deputierter für den Inhaber der erblichen Virilstimme des Herzogs von Schleswig, Mitglied der deutsch-gesinnten Schleswig-Holsteinischen Bewegung
- Friedrich Emil Prinz von Schleswig-Holstein-Sonderburg-Augustenburg, Ständedeputierter der Stadt Eckernförde, später Kriegsminister der provisorischen Regierung Schleswig-Holsteins, Mitglied der deutsch-gesinnten Schleswig-Holsteinischen Bewegung
- Kaufmann, Senator Peter Christian Schmidt, Ständedeputierter der Stadt Tönning sp. der adeligen/größeren Güter
- Kanzleirat Hans Petersen Schmidt, Ständedeputierter der Stadt Flensburg
- Bürgermeister Schütt, Ständedeputierter der Stadt Friedrichstadt
- Hofbesitzer Laurids Stau, Ständedeputierter der kleineren Landbesitzer
- Hufner Thies Steenholdt, Ständedeputierter der kleineren Landbesitzer, Mitglied der deutsch-gesinnten Schleswig-Holsteinischen Bewegung
- Advokat Johann Casimir Storm, Ständedeputierter der kleineren Landbesitzer, Mitglied der deutsch-gesinnten Schleswig-Holsteinischen Bewegung
- Pastor Uhde Thaden, Ständedeputierter der Geistlichkeit
- Lehnsmann, Rathmann Adolph Theodor Thomsen, Ständedeputierter der kleineren Landbesitzer, Mitglied der deutsch-gesinnten Schleswig-Holsteinischen Bewegung
- Rathsverwandter H.W. Thomsen, Ständedeputierter der kleineren Landbesitzer
- Hofbesitzer Todsen, Ständedeputierter der kleineren Landbesitzer, Mitglied der deutsch-gesinnten Schleswig-Holsteinischen Bewegung
- Kammerherr Franz Ludwig von Warnstedt, Ständedeputierter der adeligen/größeren Güter
- Lehnsvoigt Weber, Ständedeputierter der kleineren Landbesitzer
- Hofbesitzer Friedrich August Wethje, Ständedeputierter der kleineren Landbesitzer, der deutsch-gesinnten Schleswig-Holsteinischen Bewegung nahestehend
- Kämmerer Jacob Wilder
- Hofbesitzer J. Wolff, Ständedeputierter der kleineren Landbesitzer

### Von der Schleswigschen Ständeversammlung in den Reichrat gewählte Personen
| Wahl               | Titel                                                      | Name                        | Anmerkung |
| ------------------ | ---------------------------------------------------------- | --------------------------- | --------- |
| 28. November 1855  | Etatsrat                                                   | Christian Flor              |           |
| 28. November 1855  | Minister für das Herzogtum Schleswig                       | Friedrich Hermann Wolfhagen |           |
| 1. April 1856      | Departmentschef im Ministerium für das Herzogtum Schleswig | Rudolph Kranold             |           |
| 5. März 1858       | Justizrat                                                  | C. M. Poulsen               |           |
| 22. September 1859 | Rechensmann, Hufner                                        | Andreas Hansen              |           |